# 塞族共和國電台
塞族共和國電台（轉寫：Radio Republike Srpske）是波斯尼亞和黑塞哥維那下轄塞族共和國的公共電台頻道，由塞族共和國廣播電視台（Радио Телевизија Републике Српске）負責營運，其總部設於巴尼亞盧卡。此頻道前身為在1967年2月2日正式開播的巴尼亞盧卡電台（Радио Бања Лука），後來於1993年改為現時的名稱。塞族共和國電台每日24小時使用塞爾維亞語進行廣播，其內容涵蓋新聞、音樂、訪談和體育等節目。

## 外部連結
- 塞族共和國廣播電視台官方網站 （页面存档备份，存于）